# The Chronicle
The Chronicle is een Amerikaans komische sciencefiction-televisieserie. Hiervan werden er op het Sci Fi Channel 22 afleveringen oorspronkelijk van 14 juli 2001 tot en met 22 maart 2002 uitgezonden, waarna de serie werd stopgezet. The Chronicle werd in 2002 genomineerd voor een Saturn Award.
The Chronicle gaat over kwaliteitsjournalist Tucker Burns die geen werk kan vinden op een bij zijn vaardigheden passend niveau. Uiteindelijk neemt hij een baan aan bij sensatiekrant The Chronicle, die verhalen brengt over buitenaardse wezens, bovennatuurlijke zaken en cryptozoölogie. Tot Burns verrassing blijken alle verhalen in The Chronicle te berusten op feiten. Ze worden op deze manier aan het publiek gepresenteerd, zodat dit kan wennen aan het gepresenteerde nieuws.

## Afleveringen
1. Pilot
2. What Gobbles Beneath
3. Here There Be Dragons
4. Baby Got Back
5. He's Dead, She's Dead
6. Bermuda Love Triangle
7. Only the Young Die Good
8. Bring Me the Head of Tucker Burns
9. Let Sleeping Dogs Fry
10. Take Me Back
11. Touched by an Alien
12. Pig Boy's Big Adventure
13. The Cursed Sombrero
14. Tears of a Clone
15. I See Dead Fat People
16. Man and Superman
17. Hot from the Oven
18. The Stepford Cheerleaders
19. The Mists of Avalon Parkway
20. The King Is Undead
21. Hell Mall
22. A Snitch in Time

## Rolverdeling
*Exclusief eenmalige gastrollen
- Rena Sofer - Grace Hall (22 afleveringen)
- Chad Willett - Tucker Burns (22 afleveringen)
- Reno Wilson - Wes Freewald (22 afleveringen)
- Jon Polito - Donald Stern (22 afleveringen)
- Sharon Sachs - Vera (16 afleveringen)
- Curtis Armstrong - 'Pig Boy' (14 afleveringen)
- Hosea Simmons - Tow Truck Driver (8 afleveringen)
- Jeff Diaz - FBI Agent #2 (7 afleveringen)
- Elaine Hendrix - Kristen Martin (7 afleveringen)
- Octavia Spencer - Ruby Rydell (6 afleveringen)
- Len Cordova - Det. Hector Garibaldi (5 afleveringen)
- Lori Rom - Shawna Fuchs (2 afleveringen)
- Ellen Cleghorne - Esperanza (2 afleveringen)
- Stephen Dunham - Louis Phillips (2 afleveringen)